# Корпалёв, Олег Алексеевич
Олег Алексеевич Корпалёв (род. 14 мая 1959) — советский и российский игрок в хоккей с мячом, нападающий. Мастер спорта СССР (1983).

## Карьера
Заниматься хоккеем с мячом начал в 1969 году в хоккейной школе шахты «Северная». Первый тренер — Станислав Ильич Евдокимов, руководимая им команда «Шахтёр» в 1974 году стала серебряным призёром турнира «Плетёный мяч», по итогам которого Корпалёв был признан лучшим нападающим турнира.
В 1976 году дебютировал в составе «Кузбасса». За 6 сезонов в «Кузбассе» в чемпионатах СССР в 123 играх забил 63 мяча.
В 1982 году, получив приглашение от московского «Динамо» и красногорского «Зоркого», сделал выбор в пользу подмосковного клуба, выступая в сезоне 1982/83 за «Зоркий».
В сезоне 1983/84 был игроком свердловского СКА, в котором проходил срочную военную службу.
Вернувшись в 1984 году в «Зоркий», стал на несколько сезонов одним из ведущих игроков клуба, выступая за команду до 1990 года. За 7 сезонов в «Зорком» в чемпионатах СССР в 161 игре забил 138 мячей.
Покинув «Зоркий» из-за тяжёлой травмы, в первой половине сезона 1990/91 в хоккей не играл, в дальнейшем получил приглашение из Швеции, где играл за ряд клубов различных лиг: «Ёта» (январь — март 1991), «Хуфорс» (январь 1992 — 1993, играющий тренер), «Хаммарбю» (1993—1998) и «Эссинге» в сезоне 1998/99.
Перед сезоном 1991/92 не состоялся переход Корпалёва в команду «Транос», в первой половине этого сезона играл за команду «Вымпел» (сентябрь — декабрь 1991) из подмосковного Калининграда.
В трёх последних сезонах за «Хаммарбю» выступал в высшем дивизионе — лиге Аллсвенскан.
В 1983 году привлекался в сборную СССР (3 игры, 1 мяч). Входил в состав сборной СССР, которая стала серебряным призёром чемпионата мира 1983 года, был запасным игроком, в матчах чемпионата не участвовал.
Работал тренером-селекционером в «Зорком» в 2006—2008 годах.

## Образование
Окончил Новокузнецкий государственный педагогический институт по специальности «Физическое воспитание».

## Достижения
«Зоркий»
 Серебряный призёр чемпионата СССР (2): 1982/83, 1984/85 

 Бронзовый призёр чемпионата СССР (2): 1986/87, 1988/89 

 Обладатель Кубка СССР (4): 1984/85, 1985/86, 1988/89, 1989/90 

 Серебряный призёр Кубка СССР: 1982/83 

Сборная СССР (до 19 лет)
 Серебряный призёр чемпионата мира среди юниоров: 1978
Личные
- В списке 22-х лучших игроков сезона: 1983
- Лучший нападающий чемпионата мира среди юниоров: 1978[10]

### Комментарии
1. ↑  Количество игр и голов за клуб(ы) в высшем дивизионе чемпионатов СССР
2. ↑  По результатам игр в круговом турнире 4-х команд